# مسجد الحاج نعمان الباجه جي
مسجد الحاج نعمان الباجه جي، وهو من مساجد بغداد الأثرية التراثية في العراق، ويقع في جانب الرصافة من بغداد، في شارع الرشيد في آخر شارع المستنصر (شارع النهر)، قرب جسر الأحرار، ولقد بني عام 1235 هـ/1819م، كما هو مدون على لوح المرمر فوق باب المسجد، والمسجد من أوقاف السيدة أمينة خاتون بنت عبد الرحمن الباجه جي، وكان المبنى قبل أن يسمى مسجدا يحتوي على مدرسة يدرس فيها العلوم العقلية والنقلية، وتقام في المسجد حالياً الصلوات الخمسة المكتوبة.
وإلى جانب المسجد توجد غرفة مغلقة فيها قبر الحاج نعمان بن عثمان الباجه جي، الذي سمي المسجد باسمهِ عام 1250 هـ/1834م، وتبلغ مساحة الجامع حوالي 700م2، ويتسع مصلى الحرم فيهِ لأكثر من 200 مصل، وللمسجد أربعة محلات تجارية ملحقة بهِ ويكون واردها وقفاً لصيانتهِ وترميمه. ومن الأئمة والخطباء الذين شغلوا منصب الإمامة فيهِ الشيخ جلال الدين الحنفي عام 1937م.